# Agrotis repulsa
Agrotis repulsa är en fjärilsart som beskrevs av Walker 1865. Agrotis repulsa ingår i släktet Agrotis och familjen nattflyn. Inga underarter finns listade i Catalogue of Life.